# Maison des vautours
La Maison des Vautours, autrefois appelée Belvédère des vautours, aménagée entre le Truel et le Rozier dans les gorges de la Jonte, est un espace muséographique situé à Saint-Pierre-des-Tripiers dans les gorges de la Jonte en Lozère. Dévoué initialement à la vulgarisation sur la réintroduction des vautours fauves dans le département, il a ensuite évolué afin de faire découvrir au grand public le mode de vie des différentes espèces de vautours et de charognards.

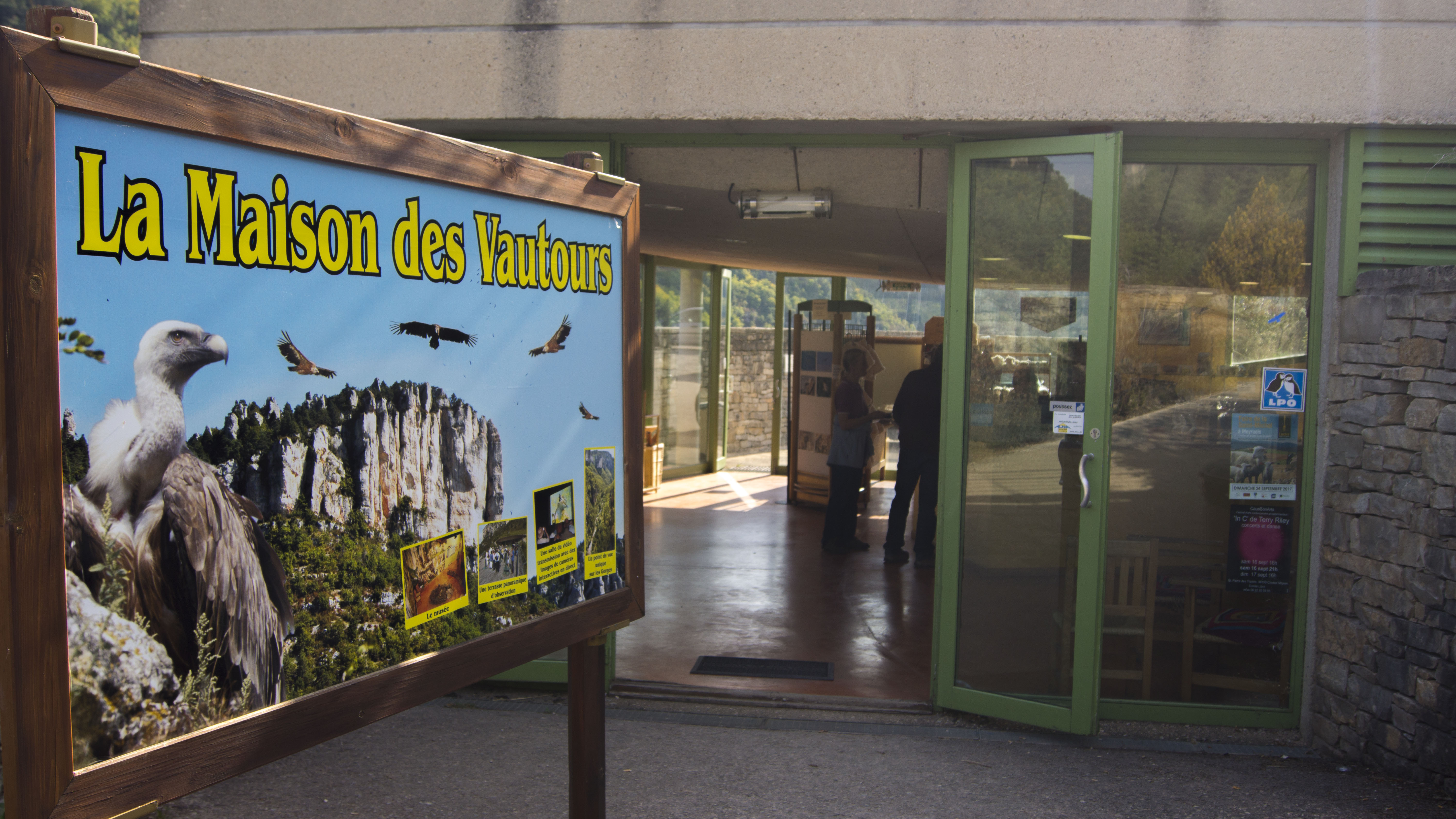
Entrée de la Maison des Vautours.

## Historique
Les vautours sont présents dans les gorges de la Jonte depuis au moins 70 000 ans. Ils ont servi de nettoyeurs durant toute la période médiévale de ces lieux, débarrassant les paysans des carcasses. Ils ont pacifiquement cohabité avec les hommes jusqu'au milieu du XIXe siècle.
À la fin des années 1940, les derniers spécimens de Vautours fauves disparaissent du ciel français, principalement à cause du poison et de la chasse. En 1970, la Ligue pour la Protection des Oiseaux (LPO) et le Parc national des Cévennes mènent une tentative afin de le réintroduire dans les gorges de la Jonte. C'est ainsi que quatre spécimens d'origine espagnole sont relâchés. Un peu plus d'un an plus tard, ils manquent tous à l'appel. Un programme d'élevage en captivité est alors lancé. Une soixantaine de vautours fauves sont ainsi lâchés entre 1981 et 1986 : c'est une première mondiale et une réussite. Fort de ce succès, les organisateurs décident de la réintroduction des Vautours moines de 1992 à 2004. Depuis 2012, ce sont des Gypaètes barbus qui prennent leur envol, et ce jusqu'en 2021.
En 2000, la fréquentation touristique de la Maison des Vautours et des gorges de la Jonte avoisinait les 26 000 personnes par an.

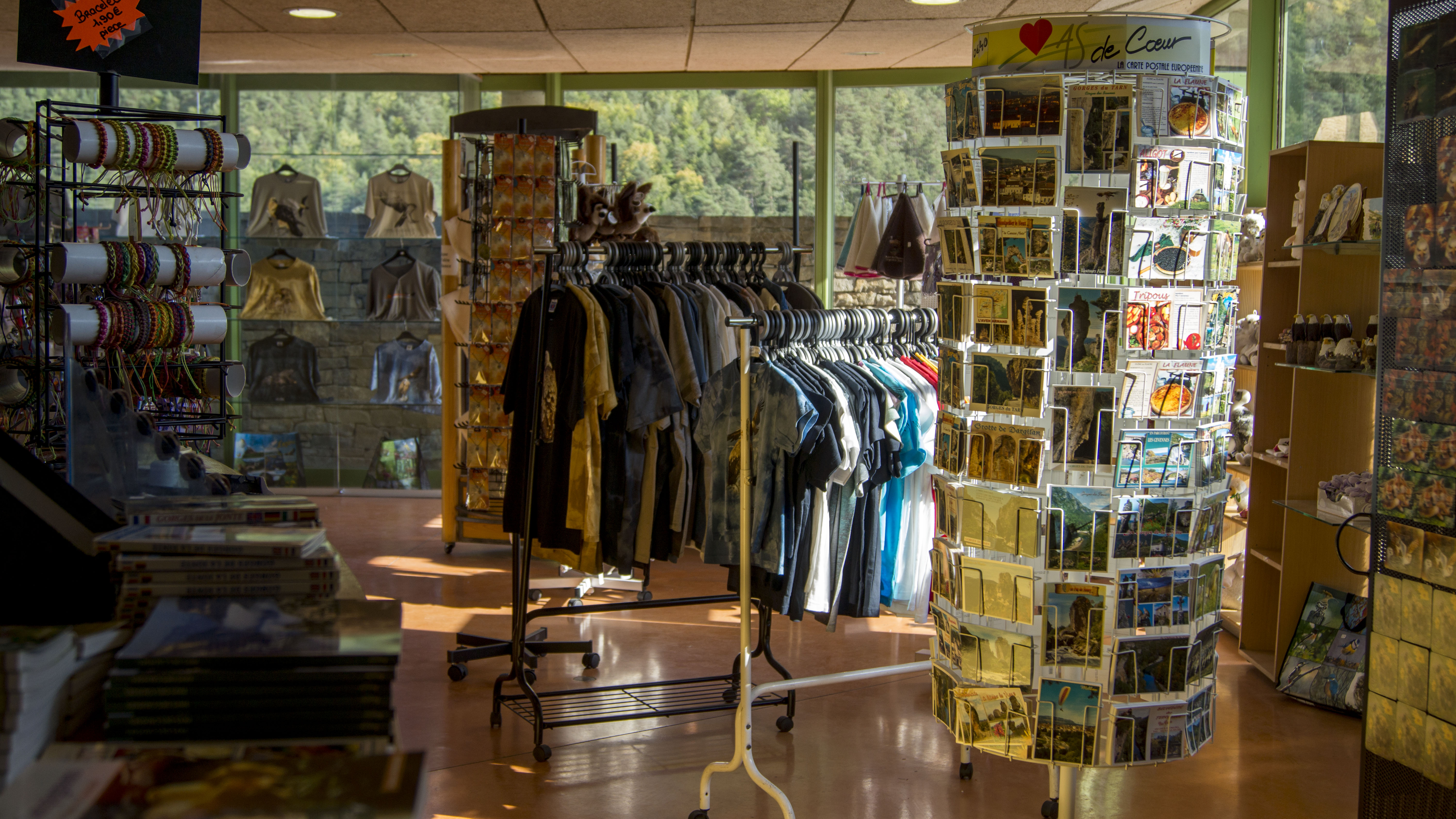
Boutique de la Maison des Vautours.

## Les différentes parties du site[5]

### Le musée
La muséographie se divise en quatre parties :
- Des vautours et des hommes, présentation de la perception du vautour dans notre culture, et les autres, à travers les âges,
- Un vautour, comment ça marche ? biologie, anatomie et écologie des différentes espèces sont ici présentées,

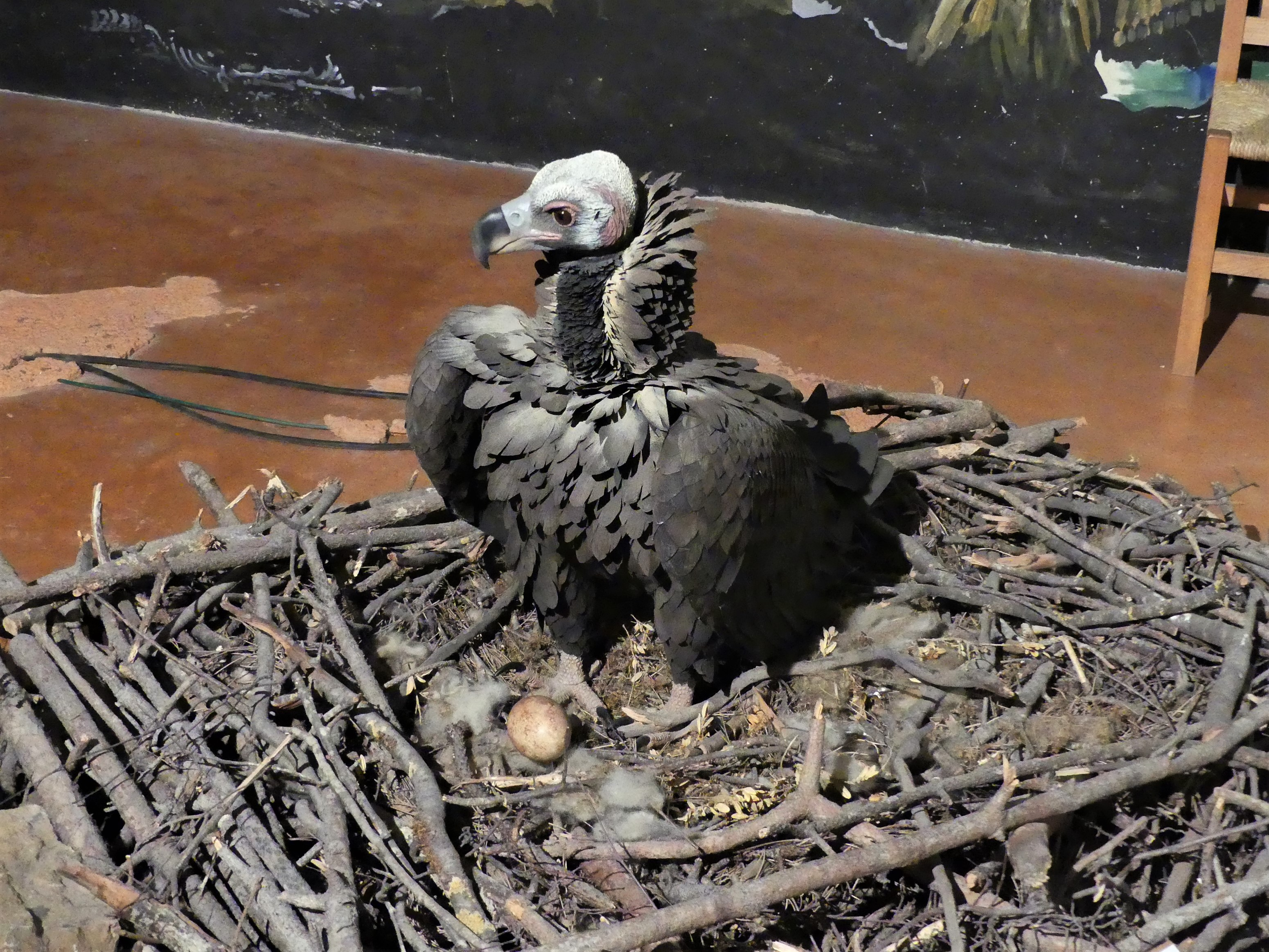
Reconstitution d'un nid de Vautour moine à la Maison des Vautours.

- L'histoire de leur disparition, une affaire d'Hommes,

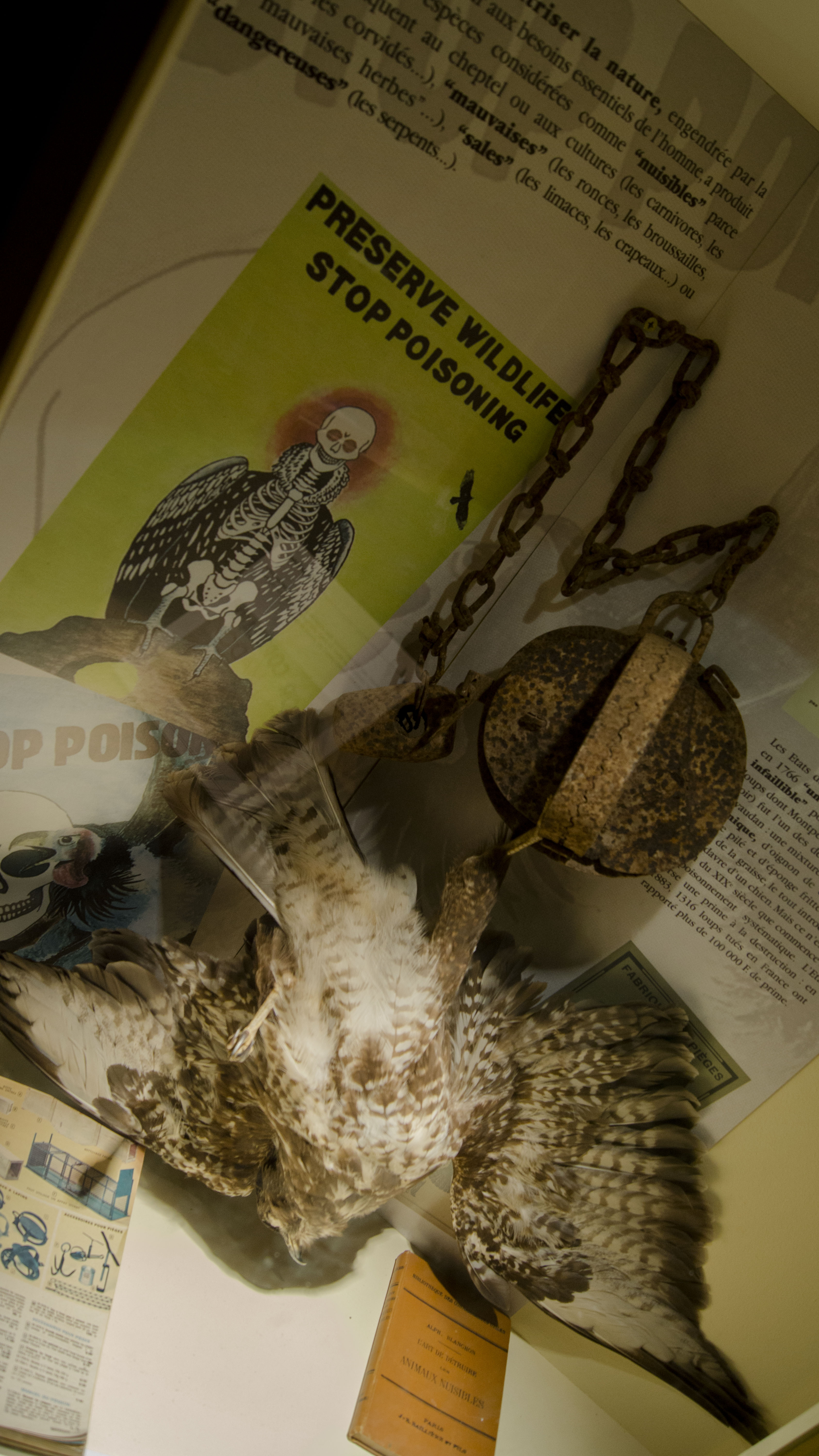
Disparition des vautours, piège et poison.

- L'histoire de leur réintroduction, une affaire de passionnés.

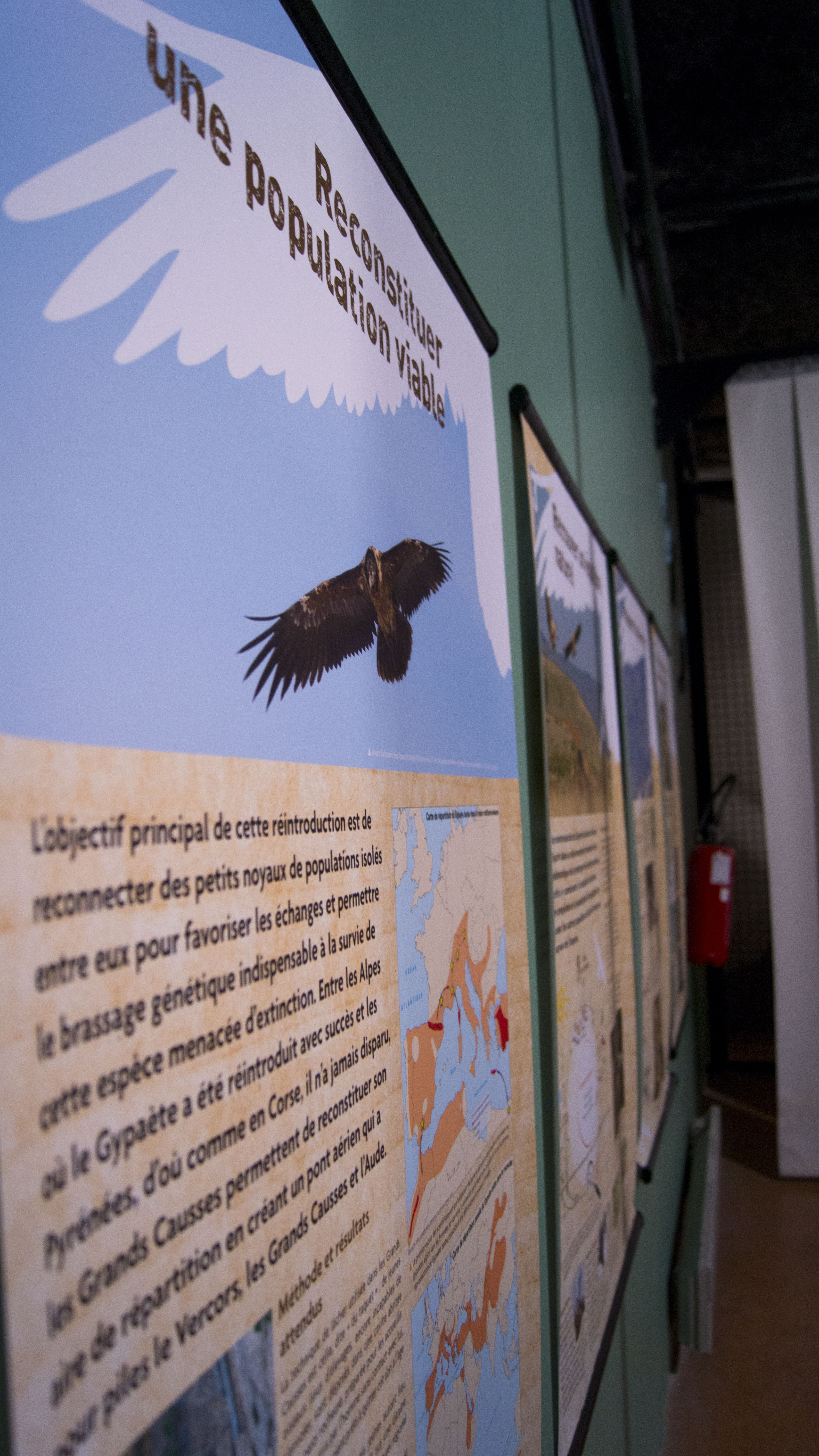
Panneau de la Maison des Vautours.

Des supports de différentes époques s'y côtoient, des premières planches datant de l'ouverture, aux panneaux les plus récents contant le retour des gypaètes, mais aussi des maquettes, des oiseaux empaillés ou reconstitués en résine, ainsi que de nombreuses vidéos.

### Les terrasses
Le site comprend deux terrasses :
La première, est l'historique belvédère des Terrasses (en références aux frères Terrasse ayant œuvré à la réintroduction des vautours), qui offre une vue plongeante sur la Jonte et ses gorges.

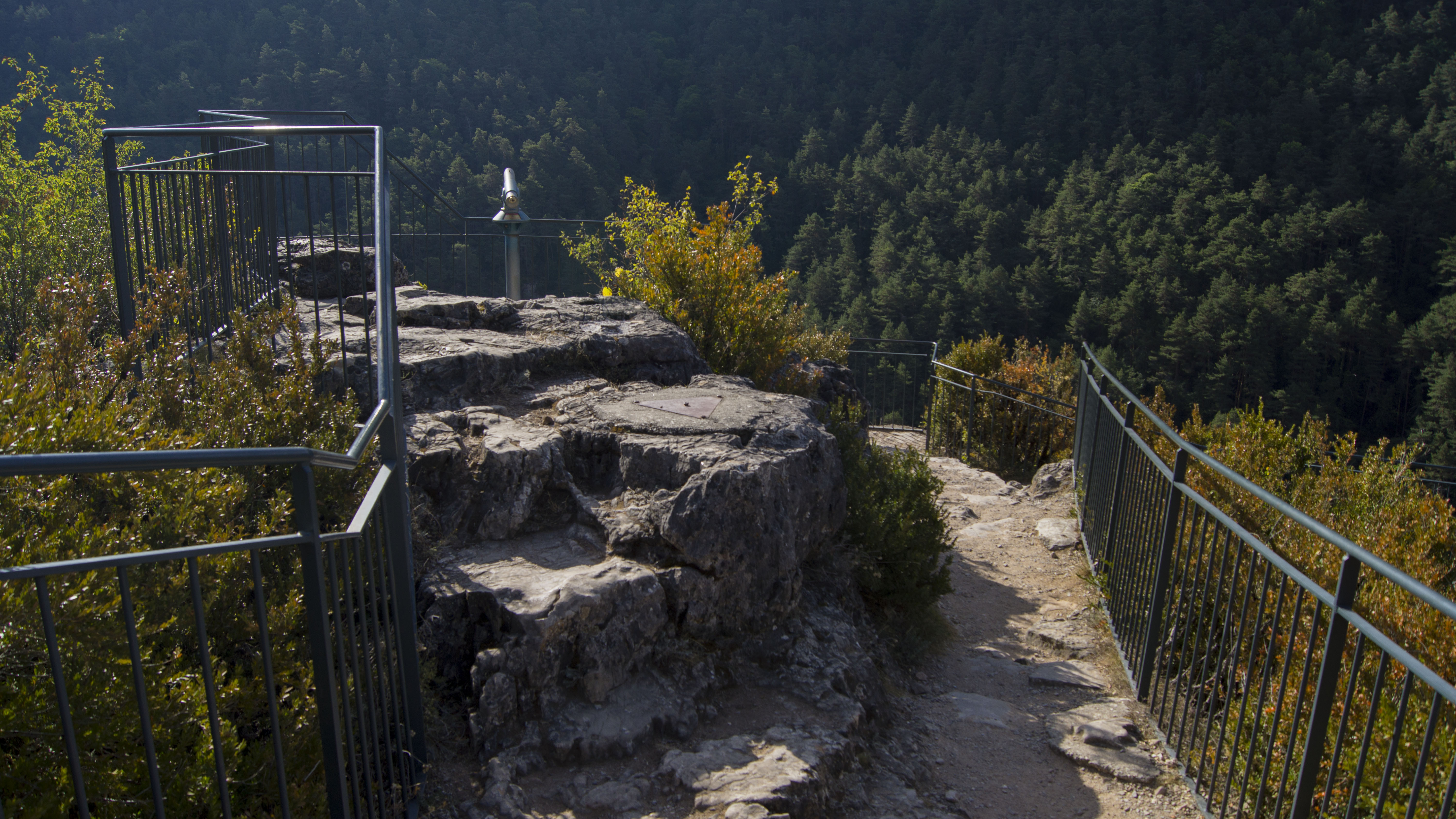
Le belvédère des Terrasses.

La seconde est une terrasse permettant d'observer les vautours grâce à plusieurs lunettes et à l'aide des animateurs du site. Contrairement aux parcs les plus courants, les vautours sont ici en totale liberté dans leur milieu naturel, et n'ont aucune obligation de rester sur place. Ceux-ci rayonnent fréquemment jusqu’à 150 km des Causses et, chez les juvéniles en quête de territoire, des observations bien plus lointaines ont pu être rapportées. Certains spécimens ont ainsi voyagé très loin, au Sénégal et aux Pays-Bas par exemple. Les gypaètes réintroduits sont d'ailleurs équipés de balises GPS, ce qui permet une visualisation de leurs trajets sur le site de la LPO Grands Causses.

### La salle de projection
Depuis 1998, trois caméras mobiles ont été installées aux alentours du site afin de pouvoir observer les vautours au plus près. La première filme les gorges (vols, reposoirs et nids), la deuxième filme le site de réintroduction initial (volières et charnier, permettant d'assister en direct aux « curées », les repas des vautours), la dernière filme un nid en gros plan, permettant de suivre la vie d'un couple et de leur poussin en période de reproduction.
Des séances vidéos sont lancées régulièrement en compagnie d'un animateur. Une première partie, en direct, permet de présenter l'habitat des vautours et de réagir aux images. Une seconde partie présente un petit film, réalisé avec des images d'archives, permettant d'aborder les vautours de manière pédagogique et ludique.

## Le fonctionnement du site

### Nourriture
Trois charniers communs ont originellement été aménagés afin de nourrir les vautours ; désormais seul celui de Cassagne est encore alimenté. Ces charniers, imposés au Parc par les services vétérinaires, sont gérés par des membres de la LPO Grands Causses ou du Parc national des Cévennes qui sont chargés de la collecte et de l’équarrissage des bêtes. Depuis 1998, les éleveurs ont obtenu l'autorisation légale de construire leurs propres placettes d'alimentation, qu'ils gèrent eux-mêmes sans passer par les intermédiaires susnommés. En 2020, il en existe environ 130, réparties sur et autour des Causses.

### Financement
À l'origine, une grande partie du site est entretenue par la SELO (Société Economique mixte d'équipement pour le développement de la LOzére) et la communauté de communes de la Vallée de la Jonte. À l'automne 2008, vu les pertes financières, la SELO se désengage de cette structure créée en 1997 et le belvédère des Vautours est mis en vente. Il est finalement racheté par des privés et devient quelques années plus tard la maison des Vautours. Cependant, le site reste toujours en partenariat avec la LPO Grands Causses et le parc national des Cévennes, et prend à cœur sa mission de vulgarisation scientifique et de sensibilisation.

## Les espèces
On recense quatre espèces différentes : les Vautours fauves, les Vautours moines, les Vautours percnoptères et les Gypaètes barbus.

### Vautour fauve
Caractérisé par une petite tête blanche au bout d'un cou recouvert d'un fin duvet blanc, le Vautour fauve (Gyps fulvus) a une envergure d'environ 2,60 m pour une petite dizaine de kilos. C'est la première espèce réintroduite dans les Causses, après une acclimatation en volière, un premier couple a été lâché dès 1981 dans les gorges de la Jonte. Ils vivent en colonies sur un territoire de 4 000 km2 sur les Grands Causses et nichent dans les falaises. Quatre ans après la réintroduction, la colonie comptait 50 rapaces. En 2017, un peu moins de 600 couples ont été recensés.

### Vautour moine
Plus grand rapace d'Europe, le Vautour moine (Aegypius monachus) fait environ 2,80 m d'envergure pour une bonne dizaine de kilos. Il a été réintroduit en Lozère, à la suite de la réussite de la précédente expérience, de 1992 à 2004, pour un résultat d'environ 130 individus et 27 couples en 2017. Les vautours moines nichent dans les arbres et sont semi-territoriaux.

### Vautour percnoptère
Seule espèce migratrice, beaucoup plus petite (1,60 m d'envergure pour 2 à 3 kg), le Vautour percnoptère (Neophron percnopterus) est revenu en Lozère par ses propres moyens en 1986, peu de temps après l'arrivée du vautour fauve. Il ne reste cependant pas toute l'année dans les gorges de la Jonte et repart hiverner vers l'Afrique sub-saharienne.

### Gypaète barbu
Nouvellement réintroduit dans les Causses en juin 2012, d'une assez grande envergure (entre 2,45 et 2,85 m), ailes sombres et ventre orangé, le Gypaète barbu (Gypaetus barbatus) se caractérise par une sorte de barbiche. Cette espèce vient compléter le travail des autres puisqu'elle se nourrit principalement d'os.

### Autres espèces
La région des Causses étant assez riche en avifaune, le site présente en plus brièvement d'autres espèces (généralement nécrophages) et permet, avec un peu de chance, leur observation : Grand Corbeau, Milans, Aigles, Faucons, Circaètes, etc.

## Controverse autour des vautours
Depuis le début des années 2000 en Espagne et 2007 en France, des articles agitent régulièrement la presse au sujet d'« attaques » de vautours. Pour plus d'informations, la publication scientifique de Jean-Pierre Choisy sur le sujet peut être consultée